# قصه‌های رومی یک تازه‌کار سابق
قصه‌های رومی یک تازه‌کار سابق (ایتالیایی: I racconti romani di una ex novizia) یک درام تاریخی اِروتیک ایتالیایی به کارگردانی پینو توزینی است که در سال ۱۹۷۲ ساخته و در سال ۱۹۷۳ منتشر شد.
این فیلم که با عنوان داستان‌های رومی پیترو آرتینو نیز شناخته می‌شود، آخرین حضور سینمایی جینو چروی است.

## گزیدهٔ بازیگران
- فرانسیس بلانش در نقش پیترو آرتینو
- جینو چروی در نقش پاپ لئون دهم
- لوچانا تورینا
- آنا ملیتا
- کارلا مانچینی
- پیتر الیس
- تانیا لوپر